# Касавин, Илья Теодорович
Илья́ Теодо́рович Каса́вин (род. 7 ноября 1954, Москва, СССР) — советский и российский философ

, специалист по теории познания, философии науки, философии языка, теории и истории культуры, современной немецкой и американской философии. Доктор философских наук (1989), профессор (2009), член-корреспондент РАН (2003).

## Биография
Родился в семье философов, преподавателей МГУ: Теодора Ильича Ойзермана (1914—2017) и Генриетты Захаровны Касавиной (1919—1993).
В 1980 году с отличием окончил философский факультет МГУ имени М. В. Ломоносова, в 1983 там же — аспирантуру, защитив диссертацию на соискание учёной степени кандидата философских наук по теме «Критика философских основ „гносеологического анархизма“ П. К. Фейерабенда» (специальность 09.00.03 — история философии). В 1989 году в Институте философии АН СССР защитил диссертацию на соискание учёной степени доктора философских наук по теме «Традиция в структуре познавательного процесса» (специальность 09.00.01 — диалектический и исторический материализм); официальные оппоненты — доктор философских наук Р. С. Карпинская, доктор философских наук А. М. Коршунов и доктор философских наук Л. А. Микешина; ведущая организация — кафедра марксистско-ленинской философии МХТИ имени М. В. Ломоносова.
С 1983 года работает в Институте философии АН СССР (РАН). Организатор и заведующий сектором социальной эпистемологии (с 2005) Института философии РАН. Главный редактор организованного им ежеквартального журнала Института философии РАН «Эпистемология и философия науки» (с 2004), организатор и руководитель российско-германского Центра по изучению немецкой философии и социологии (1994—2004). Член редколлегий и редсоветов журналов «Social Epistemology», «Философский журнал»; "Вестник ТвГУ, серия «Философия»; «Методология и история психологии»; член Учёного совета Института философии РАН, специализированных докторских советов ИФ РАН и Современной гуманитарной академии. Руководитель ряда российских исследовательских проектов РФФИ и РНФ, а также международных проектов «Научные и вненаучные формы мышления» при поддержке Фонда Фольксваген, «Наука и духовность» при поддержке Фонда Темплтона (США), Междисциплинарного университета Парижа (Франция) и Элон Университета (США). Президент-основатель Русского Общества истории и философии науки (2016). Заведующий кафедрой философии Национального исследовательского Нижегородского государственного университета им. Н. И. Лобачевского (с 2017).

### Семья
- Сестра — Елена Теодоровна Соколова (род. 1945) — психолог.
- Брат — Максим Теодорович Ойзерман (род. 1939) — инженер, кандидат технических наук.
- Дети: три сына и дочь.
- Супруга — Надежда Александровна Касавина, философ и социолог, профессор РАН и член-корреспондент РАН.

## Научная деятельность
Основные области научных интересов И. Т. Касавина: теория познания, философия науки и социология знания, история философии, науки и культуры.
Используя идеи В. С. Стёпина, В. А. Лекторского, Д. Блура, Касавин предложил вариант социальной теории познания (СТП), который радикально расширяет её предметную область, что позволяет анализировать не только научное, вербализированное знание, но и всё когнитивное многообразие сознания, деятельности и общения. СТП отдаёт приоритет не логическим способам анализа и методам истинностной оценки, а феноменологическому описанию и типологическому анализу знания. Она связывает философский подход к знанию в первую очередь с исследованием не предметного, а социального содержания.
В дальнейшем Касавин, исходя из идей К. Хюбнера, М. К. Петрова, А. Я. Гуревича, Э. Эванс-Причарда и М. Дуглас, разработал концепцию креативной онтологии знания, чтобы дополнить СТП до целостной неклассической эпистемологии, которая заимствует концепты из гуманитарных наук (познавательная установка, миграция, оседлость, местность, путь, предельный опыт, архэ, исторические априори, индивидуальная культурная лаборатория). Этот междисциплинарный подход объединяет элементы социальной теории познания, феноменологической культурологии и герменевтики с методами и результатами социальной и культурной антропологии, палеоантропологии, когнитивной психологии, лингвистики, исторической географии. Касавин стремится синтезировать аналитические и феноменологические подходы для построения целостной концепции повседневности; он обосновал функциональную интерпретацию повседневности и необходимость разграничения повседневности как реальности, знания и философского принципа. Касавин занимается также проблематикой междисциплинарности в философии и науках, теорией социальных технологий, коллективной эпистемологией и исследованием философии Дэвида Юма. Им подготовлена обобщающая монография «Социальная эпистемология. Фундаментальные и прикладные проблемы» (2013). В последние годы он ведет работу по проекту Российского научного фонда «Социальная философия науки», в котором акцент делается на исследование инфраструктуры науки и иных познавательных практик, а также руководит проектом РФФИ по исследованию идей и переводу трудов У. Хьюэлла (У. Уэвелла). Как дополнение к «Социальной эпистемологии» (2013), им опубликована монография «Социальная философия науки и коллективная эпистемология» (2016).
В качестве редактора и составителя Касавин руководил подготовкой и выступил соавтором более 30 коллективных монографий, антологий и переводов, в том числе: «Заблуждающийся разум» (М., 1990), «Деятельность: теории, методология, проблемы» (М., 1990, совм. с Лекторским В. А.); «Наказание временем. Философские идеи в современной русской литературе» (М., 1992), «Познание в социальном контексте» (М., 1994, совм. с Лекторским В. А.), «Философия науки. Вып. 5» (М., 1999, совм. с Порусом В. Н.), «Разум и экзистенция» (СПб., 1999, совм. с Порусом В. Н.), «Уранос и Кронос. Хронотоп человеческого мира» (М., 2001), «Субъект. Познание. Деятельность. К семидесятилетию В. А. Лекторского» (М., 2002), «Человек. Наука. Цивилизация. К семидесятилетию академика В. С. Степина» (М., 2004), «Наука и религия. Междисциплинарный и кросс-культурный подход» (М., 2006), «Энциклопедия эпистемологии и философии науки» (М., 2009), «Истина в философии и науках» (М., 2010), «Экзистенциальный опыт и когнитивные практики в науках и теологии» (М., 2010), «Социальная эпистемология» (М., 2010), «Эпистемологический словарь» (М., 2011), «Дэвид Юм и современная философия» (М., 2012), «David Hume and Contemporary Philosophy». Ed. by Ilya Kasavin. (Cambridge: Cambridge Scholars Publishing. 2012), «Язык и сознание. Аналитические и социально-эпистемологические контексты». (М., 2013), «Понимание в кросскультурной коммуникации» (М., 2014), «Наука и социальная картина мира» (М., 2014, вместе с В. И. Аршиновым), «Социальная философия науки. Российская перспектива» (М., 2016), «Уильям Хьюэлл. Философия индуктивных наук» (М., 2016) и др.
Автор свыше 400 научных трудов, в том числе 12 книг. Более 40 трудов (в том числе 4 монографии) опубликованы на английском, немецком, французском, китайском и корейском языках.

## Основные публикации
- Касавин И. Т. Теория познания в плену анархии: критический анализ новейших тенденций в буржуазной философии науки. — М.: Политиздат, 1987.
- Касавин И. Т., Сокулер Ж. А. Рациональность в познании и практике: критический очерк. — М., 1989.
- Касавин И. Т. Познание в мире традиций. — М.: Наука, 1990. — 204 с. — ISBN 5-02-008040-3.
- Ilia Kassavine. Ansätze zu der sozialen Erkenntnistheorie. — Bremen, 1997.
- Касавин И. Т. Миграция. Креативность. Текст. Проблемы неклассической теории познания. — СПб.: РХГИ, 1998. — 408 с. — ISBN 5-87516-247-3.
- Касавин И. Т. Традиции и интерпретации. Фрагменты исторической эпистемологии. — СПб.: РХГИ, 2000. — 320 с. — ISBN 5-88812-090-1.
- Касавин И. Т. Социальная теория познания. Учебное пособие. — М., 2001.
- Ilia Kassavine. Soziale Erkenntnistheorie: Migrationsmetaphern, Wissenstypen, Textepochen. Nichtklassische Ansätze. — Hildesheim, 2003. — 292 с. — ISBN 978-3487118369.
- Касавин И. Т., Щавелев С. П. Анализ повседневности. — М.: Канон+, 2004. — 432 с. — ISBN 5-88373-163-5.
- Касавин И. Т. Текст. Дискурс. Контекст. Введение в социальную эпистемологию языка. — М.: Канон+, 2008. — 544 с. — ISBN 978-5-88373-099-2.
- Касавин И. Т. Социальная эпистемология. Фундаментальные и прикладные проблемы. — М.: Альфа-М, 2013. — 560 с. — ISBN 978-5-98281-361-9.
- Касавин И. Т. Социальная философия науки и коллективная эпистемология. — М.: Весь Мир, 2016. — 264 с. — ISBN 978-5-7777-0667-6.

## Награды
- В 1986 году по решению Президиума АН СССР первым из российских молодых философов был удостоен Медали Академии наук с премией за цикл работ по методологии науки.
- Неоднократно премирован за свои работы учёным советом ИФ РАН.
- В 1990—2015 годах удостаивался стипендий и грантов Фондов Сороса, Темплтона (США), Гумбольдта, Круппа, Фольксвагена, Немецкой Службы академических обменов (Германия), грантов РФФИ и РГНФ, грантов Президента РФ для поддержки научных школ (2010—2016), гранта Российского научного фонда (2014—2016), работал приглашённым исследователем в университетах Германии и Великобритании.
- В 1991 и 1993 годах избирался приглашённым старшим исследователем колледжа Линекер Оксфордского университета (Великобритания).
- 2012 — премия имени Г. В. Плеханова РАН за серию работ «Эпистемология и философия гуманитарных наук»[8]